# Матад
Матад — сомон аймаку Дорнод, Монголія. Територія 22,8 тис. км², населення 2,7 тис. Центр – селище Зуунбулаг розташований на відстані 170 км. від Чойбалсану та 720 км від Улан-Батора. Багатий міддю, молібденом, нафтою, будівельною сировиною. Різкоконтинентальний клімат. Школа, лікарня, санаторії, культурний та торговельно-обслуговуючий центри.